# قائمة مناطق فلسطين حسب مؤشر التنمية البشرية
هذه قائمة بمناطق دولة فلسطين حسب مؤشر التنمية البشرية اعتبارًا من عام 2018.
| الترتيب            | المنطقة                                     | مؤشر التنمية البشرية (2018) | دول مقارنة (2018)      |
| تنمية بشرية عالية  | تنمية بشرية عالية                           | تنمية بشرية عالية           | تنمية بشرية عالية      |
| ------------------ | ------------------------------------------- | --------------------------- | ---------------------- |
| 1                  | محافظات سلفيت، رام الله والبيرة وأريحا      | 0.708                       | ليبيا                  |
| 2                  | محافظة القدس                                | 0.704                       | بوليفيا و جنوب إفريقيا |
| 3                  | محافظات جنين، طوباس، طولكرم، نابلس وقلقيلية | 0.703                       | بوليفيا و الغابون      |
| تنمية بشرية متوسطة |                                             |                             |                        |
| –                  | فلسطين                                      | 0.690                       | العراق، فيتنام         |
| 4                  | محافظات دير البلح، خان يونس ورفح            | 0.689                       | العراق                 |
| 5                  | محافظتي بيت لحم والخليل                     | 0.685                       | العراق                 |
| 6                  | محافظتي شمال غزة وغزة                       | 0.664                       | إلسالفادور             |

## اتجاهات تقارير برنامج الأمم المتحدة الإنمائي (دليل التنمية البشرية الدولي)
| المحافظة                                    | HDI 2004 | HDI 2005 | HDI 2006 | HDI 2007 | HDI 2008 | HDI 2009 | HDI 2010 | HDI 2011 | HDI 2012 | HDI 2013 | HDI 2014 | HDI 2015 | HDI 2016 | HDI 2017 | HDI 2018 |
| ------------------------------------------- | -------- | -------- | -------- | -------- | -------- | -------- | -------- | -------- | -------- | -------- | -------- | -------- | -------- | -------- | -------- |
| محافظتي بيت لحم والخليل                     | 0.631    | 0.639    | 0.640    | 0.649    | 0.654    | 0.659    | 0.664    | 0.672    | 0.678    | 0.675    | 0.676    | 0.679    | 0.682    | 0.684    | 0.685    |
| محافظات دير البلح، خان يونس ورفح            | 0.646    | 0.654    | 0.655    | 0.665    | 0.669    | 0.675    | 0.680    | 0.685    | 0.688    | 0.683    | 0.680    | 0.683    | 0.686    | 0.688    | 0.689    |
| محافظات جنين، طوباس، طولكرم، نابلس وقلقيلية | 0.636    | 0.643    | 0.644    | 0.654    | 0.658    | 0.663    | 0.668    | 0.680    | 0.689    | 0.690    | 0.695    | 0.698    | 0.700    | 0.702    | 0.703    |
| محافظة القدس                                | 0.652    | 0.659    | 0.660    | 0.670    | 0.675    | 0.680    | 0.685    | 0.693    | 0.699    | 0.695    | 0.696    | 0.699    | 0.701    | 0.703    | 0.704    |
| محافظتي شمال غزة وغزة                       | 0.638    | 0.645    | 0.646    | 0.656    | 0.661    | 0.666    | 0.671    | 0.672    | 0.672    | 0.662    | 0.656    | 0.659    | 0.662    | 0.664    | 0.664    |
| محافظات سلفيت، رام الله والبيرة وأريحا      | 0.634    | 0.642    | 0.642    | 0.652    | 0.656    | 0.661    | 0.666    | 0.680    | 0.691    | 0.693    | 0.700    | 0.703    | 0.705    | 0.707    | 0.708    |
| فلسطين                                      | 0.638    | 0.646    | 0.647    | 0.657    | 0.661    | 0.666    | 0.671    | 0.679    | 0.684    | 0.681    | 0.682    | 0.685    | 0.687    | 0.689    | 0.690    |